# Emu-krigen
Emu-krigen (eller Den Store Emu-krig) var en militæroperation, der blev gennemført i sidste del af 1932 i Australien, og som havde til formål at bekæmpe vilde dyr – nærmere bestemt vilde emuer (en stor flyveløs fugl fra Australien). 
Militæroperationen blev gennemført som følge af offentlighedens bekymring over antallet af emuer, der skulle have ødelægt afgrøder i distriktet Wheatbelt i det vestlige Australien. Australien indsatte soldater fra den australske hær (fra Royal Australian Artillery) bevæbnet med Lewis-maskingevær til at bekæmpe emu-bestanden, hvilket medførte at medierne navngav operationen "Emu-krigen", når de refererede til denne. Selvom mange emuer blev dræbt, mislykkes den australske hærs forsøg på at nedkæmpe emu-bestanden: krigen havde minimal indvirkning på emu-bestanden og emuerne fortsatte derpå med at forårsage ødelæggelse af afgrøder i det vestlige Australien.

## Baggrund
I kølvandet på 1. verdenskrig fik et stort antal veteraner, der havde tjent under krigen, jord af den australske regering til at tage starte landbrug i det vestlige Australien – ofte i mindre gode landbrugsområder. Med begyndelsen af Den Store Depression i 1929 blev disse bønder opfordret til at øge deres hvedeafgrøder, idet regeringen lovede at understøtte dette med subsidier – løfter som regeringen dog aldrig efterleverede. Til trods for anbefalingerne og de lovede subsidier fortsatte hvedepriserne med at falde, og i oktober 1932 intensiverede situationen, idet bønderne forberedte sig på at høste sæsonens afgrøde, men samtidig truede med at nægte at levere hveden.
Bøndernes udfordringer blev forværret af tilkomsten af cirka 20.000 emuer. Emuer migrerer regelmæssigt efter deres ynglesæson, på vej til kysten fra de indre områder. Med det ryddede landbrugsjord og de yderligere vandforsyninger, der var blev gjort tilgængelige for kvæget af de vestaustralske landmænd, fandt emuerne, at de dyrkede områder var gode levesteder, og de begyndte derfor at forvilde sig ind på landbrugsområdet. Emuerne fortærede og ødelagde afgrøderne og efterlod store huller i hegnene, hvor kaniner kunne trænge ind og forårsage yderligere problemer og skader.
Landmænd videregav deres bekymringer over, at fuglene hærgede deres afgrøder, og en delegation bestående af tidligere soldater blev sendt for at mødes med forsvarsministeren, Sir George Pearce. Efter at have tjent i 1. verdenskrig var landmændene godt klar over effektiviteten af maskingeværer, og de anmodede derfor om disse blev udstationeret i området. Ministeren var villig til at acceptere det, dog med visse betingelser: våbnene skulle bruges af militært personale, transport af troppestyrker skulle finansieres af den vestaustralske regering, og landmændene skulle finansiere ammunition samt stille mad og bolig til rådighed.  Pearce støttede også udstationeringen med den begrundelse, at fuglene ville udgøre gode skydeøvelser, mens det også hævdes at nogle i regeringen måske så operationen som en måde at hjælpe de vestaustralske landmænd – herunder afværge en forestående bevægelse for selvstændighed. Til dette formål blev en filminstruktør fra Fox Movietone ligeledes rekrutteret.

## "Krigen"
Militæroperationen skulle begynde i oktober 1932. "Krigen" blev ledet af major Gwynydd Purves Wynne-Aubrey Meredith fra Royal Australian Artillery's 7th Heavy Artillery.  Meredith havde kommandoen over soldaterne: Sergent S. McMurray og Gunner J. O'Halloran, som var bevæbnet med to Lewis-maskingeværer og 10.000 patroner. Operationen blev dog forsinket som følge af en periode med nedbør, der fik emuerne til at sprede sig over et større område. Regnen ophørte den 2. november 1932, hvorefter tropperne blev indsat med ordre om at hjælpe bønderne samt – i henhold til en avisberetning – indsamle 100 emu-skind, så deres fjer kunne bruges til at lave hatte til deres kavaleri.

### Første forsøg
Den 2. november rejste mændene til Campion, Vestaustralien, hvor omkring 50 emuer blev set. Da fuglene var uden for maskingeværenes rækkevidde, forsøgte de lokale bosættere at lokke emuerne i et baghold – men emuerne delte sig i små grupper og løb, så de var svære at ramme. Ikke desto mindre, mens den første runde af skydning fra maskingeværerne var ineffektiv på grund af rækkevidden, var en anden skudrunde i stand til at dræbe "et antal" fugle. Senere samme dag stødte man på en lille flok emuer, hvilket resulterede i "måske et dusin" fugle blev dræbt.
Den næste betydningsfulde begivenhed var den 4. november. Meredith havde lokket fuglene i et baghold i nærheden af en lokal dæmning, og mere end 1.000 emuer blev set på vej mod deres position. Denne gang ventede skytterne, indtil fuglene var på tæt hold, inden de åbnede ild. Maskingeværerne satte sig dog fast, efter at kun 12 fugle var blevet dræbt – og resten af fuglene spredte sig, før flere kunne skydes. Der blev ikke set flere fugle den dag.
I dagene efter valgte Meredith at flytte sin position længere sydpå, hvor fuglene var blevet "rapporteret at være ret tamme". Men også her var der kun begrænset succes. På den fjerde dag af kampagnen bemærkede en hærobservatør, at "hver flok ser ud til at have sin egen leder nu - en stor sortfjæret fugl, som står seks fod høj og holder øje, mens hans kammerater udfører deres ødelæggelsesarbejde og advarer dem, når vi nærmere os". På et tidspunkt gik Meredith endda så langt som at montere ét af maskingeværerne på en lastbil, et træk, der skulle vise sig at være ineffektivt. Lastbilen var hverken i stand til indhente fuglene, ligesom køretøjet viste sig at være så hård (som følge af bump og den ujævne natur), at skytten ikke var i stand til at affyre eventuelle skud. Den 8. november – seks dage efter kamphandlingerne var blevet indledt – var der blevet affyret 2.500 patroner. Antallet af dræbte fugle var uklart: en rapport anslog, at 50 fugle var blevet dræbt, mens andre rapporter spændte fra 200 til 500, hvor sidstnævnte tal var leveret af bosætterne. Merediths officielle rapport bemærkede dog, at hans mænd ikke havde lidt skade under kamphandlingerne.
Ornitologen Dominic Serventy opsummerede nedkæmpelsen med følgende kommentar:
| Citat | The machine-gunners' dreams of point blank fire into serried masses of Emus were soon dissipated. The Emu command had evidently ordered guerrilla tactics, and its unwieldy army soon split up into innumerable small units that made use of the military equipment uneconomic. A crestfallen field force therefore withdrew from the combat area after about a month. | Citat |
|       | |       |

Den 8. november diskuterede medlemmer i det australske Repræsentanternes Hus operationen. Efter den negative mediedækning af kamphandlingerne i de lokale medier, der inkluderede påstande om, at "kun få" emuer var døde, trak Pearce soldaterne og våbnene tilbage den 8. november.
Efter tilbagetrækningen sammenlignede major Meredith emuen med zuluer og roste emuernes storslående manøvredygtighed – selv efter at de var blevet ramt og var hårdt såret.
| Citat | If we had a military division with the bullet-carrying capacity of these birds it would face any army in the world ... They can face machine guns with the invulnerability of tanks. They are like Zulus whom even dum-dum bullets could not stop. | Citat |
|       | |       |

### Andet forsøg
Efter tilbagetrækningen af soldaterne fortsatte emuerne deres angreb mod afgrøderne. Landmænd anmodede derfor igen om støtte, med henvisning til det varme vejr og tørke, der fik emuer til at invadere gårde i tusindvis. James Mitchell, premierministeren i det vestlige Australien, tilkendegav sin stærke støtte til en fornyet militærstøtte. Samtidig blev der udsendt en rapport fra en militærkommendør, der indikerede, at 300 emuer var blevet dræbt i den indledende militæroperation.
På baggrund af anmodningerne og militærkommendørs rapport godkendte forsvarsministeren, at den militære operation senest den 12. november ville blive genoptaget. Han forsvarede beslutningen i Senatet og forklarede, hvorfor soldaterne var nødvendige for at bekæmpe den alvorlige landbrugstrussel fra den store emu-bestand. Selvom militæret havde indvilget i at låne våbnene til den vestlige australske regering i forventning om, at de ville skaffe de nødvendige folk, blev Meredith igen placeret i feltet som følge af en åbenbar mangel på erfarne folk til at bemande maskingeværerne.
Da militæret ankom til kamppladsen den 13. november 1932, så de en grad af succes i løbet af de første to dage, hvor cirka 40 emuer blev dræbt. Den tredje dag, den 15. november, viste sig at være langt mindre vellykket, men den 2. december dræbte soldaterne cirka 100 emuer om ugen. Meredith blev tilbagekaldt den 10. december, og i sin rapport hævdede han, at de havde dræbt 986 emuer med 9.860 skud – et gennemsnit på præcis 10 skud pr. dræbte emu. Derudover hævdede Meredith, at de ligeledes havde såret præcis 2.500 fugle, som også (efterfølgende) var omkommet af deres skader. Ved den efterfølgende vurderingen af militær opperationens succes, blev det rapporteret i en artikel i Coolgardie Miner den 23. august 1935, at selvom brugen af maskingeværer var blevet "kritiseret i mange kredse, viste metoden sig effektiv og reddede, hvad der var tilbage af hveden".

## Efterspil
Til trods for de udfordringer man stødte på i forbindelse med at nedbringe emu-bestanden, anmodede bønderne i regionen igen om militærhjælp i 1934, 1943 og 1948 – disse anmodninger blev dog afvist af regeringen. I stedet blev dét dusørsystem, der var indledt i 1923, videreført, hvilket viste sig at være effektivt: 57.034 dusører blev krævet over en seks-måneders periode i 1934.
I december 1932 havde rygterne om Emu-krigen spredt sig og bl.a. nået Storbritannien. Som følge heraf var der nogle naturforkæmpere, som protesterede mod nedslagningen som værende udtryk for "udryddelse af den sjældne emu". Dominic Serventy og Hubert Whittell, fremtrædende australske ornitologer, beskrev "krigen" som "et forsøg på masseødelæggelse af fuglene".
Igennem 1930'erne og fremefter blev forbedrede hegn et populært middel til at holde emuer (og andre vilddyr, såsom dingoer og kaniner) ude af landbrugsområder.
I november 1950 rejste den australske Hugh Leslie spørgsmålet om emuer i det føderale parlament og opfordrede hærminister Josiah Francis til at frigive en mængde 0,303 ammunition fra hæren til brug for bønder. Ministeren godkendte frigivelsen af 500.000 patroner.

## Eftermæle
I 2019 blev en musical opsat i Melbourne af dramatikeren Simeon Yialeloglou og komponisten James Court. En actionkomediefilm med titlen "The Emu War" havde premiere på Monster Fest den 22. oktober 2023. En anden actionkomediefilm, der har til formål at fortælle historien, skrevet af John Cleese, Monty Franklin, Rob Schneider, Camilla Cleese og Jim Jefferies, sigter mod at gå i produktionen i 2023 eller 2024.

## Eksterne links
- Planter og dyr: Emu

31°01′38″S 118°29′10″Ø / 31.02711°S 118.48622°Ø